# 隅の老人
隅の老人（すみのろうじん、The Old Man in the Corner）は、バロネス・オルツィの推理小説に登場する架空の人物。
『ストランド・マガジン』誌に連載されたシャーロック・ホームズシリーズが商業的成功を収めたことにより、他誌がこぞって登場させた「ホームズのライヴァルたち」と呼ばれる名探偵の一人である。シリーズは1901年より『ロイヤル・マガジン（英語: The Royal Magazine）』誌に連載された。初登場作は「フェンチャーチ街駅の謎」。
訳題はすべて作品社刊行の平山雄一の訳題による。

## 概要
名前を始めとして職業、経歴などは一切不明。エイアレイテッド・ブレッド・カンパニーのノーフォーク街支店、略称「ABCショップ」の隅の席に座り、チーズケーキと牛乳をたいらげ、そしてそこで出会った女性新聞記者のポリー・バートンに、迷宮入りとなった事件の概要と（恐らくは真相を言い当てているのであろう）自身の推理を聞かせる。
頭は相当はげ上がっており髪の色は薄い。眼は淡い水色で大きな角縁の眼鏡をかけ、服はだぶだぶのツイードのアルスター外套を着る。常に紐の切れ端を持っており、話しながらそれを結んだり解いたりする癖を持つ。よほどのことがない限り真相を警察に伝えようとは思わず、巧妙なトリックを考え出した犯人を称賛することもある。
現場に出向かず新聞の情報などから真実を導き出す推理法は安楽椅子探偵の先駆とも言われているが、時折自ら証拠を集めることもあり、また検死審問にも積極的に参加するなどそうとは言い難い面も持ち合わせている。
短編集『隅の老人 The Old Man in the Corner』の最後の短編で謎の失踪を遂げる。それから刊行された第3短編集『解かれた結び目 Unravelled Knots』で20年の時を経て再び姿を現すものの、最後の短編で再び失踪する。

## 評価
隅の老人について、エラリー・クイーンやハワード・ヘイクラフトは、安楽椅子探偵の先駆者の一人と評した。安楽椅子探偵の始まりはマシュー・フィップス・シールの生み出したプリンス・ザレスキーとされる。
仁賀克雄は、オルツィがシールの生み出した安楽椅子探偵を発展させ、「『隅の老人』という代表的な安楽椅子探偵を作り上げた」と評している。権田萬治監修の『海外ミステリー事典』でも、隅の老人の項目には安楽椅子探偵と記述されている（項目執筆者は仁賀克雄）。
安楽椅子探偵の定義には解釈の相違があり、隅の老人が事件関係者の写真を取ったり、法廷へ傍聴に出かけたりと積極的に行動していることから、該当しないと解釈することもできる。郷原宏は、隅の老人には安楽椅子探偵に該当する点があるとしつつ、その物語について「普通の探偵小説の展開部分を省略しただけの物語形式」ともいえる、と評した。戸川安宣は隅の老人を「報告者を兼ねる、いわばホームズ＝ワトスン兼任の名探偵」と評したが、隅の老人の代表作「ダブリン事件」（Dublin Mystery）では、何も行動を起こさずに新聞の内容だけで推理をしているため、安楽椅子探偵といえるとした。
作者のオルツィにとって隅の老人を含む推理小説は大きな存在ではなく、自伝『Links in the Chain of Life』では、歴史ロマン小説『紅はこべ』に関する記述が大部分を占めている。この自伝で、隅の老人についての言及は2回だけだった。オルツィが創造したもう一人の名探偵、レディ・モリイについてはまったく言及がない。

## 登場作品

### 訳書
作品は、大正時代・昭和戦前から色々の雑誌や全集本などに多数訳出されている。
戦前の探偵雑誌や探偵小説本などの訳は今日の訳と訳の姿勢が異なり省略や書き入れ等が普通であるので利用上の注意が必要である。近年雑誌『新青年』の復刻版が刊行され公共図書館の一部の蔵書にあるようであるので判明した限りを記載した。
訳文が短編集の場合は収録本を明記した。なお、博文館、春陽堂書店、東京創元社、早川書房から刊行された短編集は特定の短編集の訳ではなく日本で独自に編纂された短編集である。最後の括弧は下に掲げる個々の短編の収録を示す際の略号である。
- 上塚貞雄訳『オルツイ集』（「世界探偵小説全集21」博文館 1930年）（博文）
- 松本恵子訳『隅の老人』（「探偵小説全集16『ラインハート／オルツイ集』春陽堂 1930年）（春陽）
- 山田辰夫・山本俊子訳『隅の老人』（ハヤカワ・ミステリ文庫）早川書房、1976年（早川）
- 深町眞理子訳『隅の老人の事件簿』（創元推理文庫）東京創元社、1977年）（創元）
- 平山雄一訳『隅の老人 【完全版】』作品社、2014年　解説も平山雄一（作品）

### 作品

#### 単行本
The Old Man in the Corner, Greening. London. 1909. 隅の老人
「フェンチャーチ街駅の謎」等初期の作品が収録されており、第1短編集というべきものだが刊行はなぜか『The Case of Miss Elliott』より遅い。路標的名短編集リスト『クイーンの定員』に選ばれている。雑誌掲載時順序（(1) - (6), (8) - (13)）と単行本収録順序とが異なっている。また、雑誌掲載時のものにかなり加筆している作品も少なくない。遅れて出たこの本で初めて婦人記者の名前がポリーと明らかになった。
1. (1) The Fenchurch Street Mystery （『ロイヤル・マガジン』1901年5月号） フェンチャーチ街駅の謎
  1. 松本恵子訳「フェンチャーチ街事件」（春陽）
  2. 深町眞理子訳「フェンチャーチ街の謎」（創元）
  3. 山本俊子訳「フェンチャーチ街の謎」（早川）
  4. 大村美根子訳「フェンチャーチ街の謎」（『安楽椅子探偵傑作選』講談社文庫.講談社.1979年.所収）
  5. 平山雄一訳「フェンチャーチ街駅の謎」（作品）雑誌版の訳
2. (2) The Robbery in Phillimore Terrace （『ロイヤル・マガジン』1901年6月号） フィルモア・テラスの盗難
  1. 大村美根子訳「フィリモア・テラスの強盗」（『安楽椅子探偵傑作選』）
  2. 平山雄一訳「フィルモア・テラスの盗難」（作品）雑誌版の訳
3. (8) The York Mystery （『ロイヤル・マガジン』1901年12月号） ヨークの謎
  1. 松本恵子訳「ヨーク事件」（春陽）
  2. 山本俊子訳「ヨーク事件」（早川）
  3. 平山雄一訳「ヨークの謎」（作品）雑誌版の訳
4. (3) The Mysterious Death on the Undergraound Railway （『ロイヤル・マガジン』1901年7月号） 地下鉄怪死事件
  1. 上塚貞雄訳「地下鉄の怪事件」（博文）
  2. 松本恵子訳「地下鉄怪死事件」（春陽）
  3. 上塚貞雄訳「地下鉄の怪事件」（「シシリアの貴族」（博文館文庫）博文館.1939年）
  4. 山本俊子訳「地下鉄の殺人」（早川）
  5. 深町眞理子訳「地下鉄の怪事件」（創元）
  6. 平山雄一訳「地下鉄怪死事件」（作品）雑誌版の訳
5. (9) The Liverrpool Mystery （『ロイヤル・マガジン』1902年1月号） リヴァプールの謎
  1. 山本俊子訳「リヴァプールの謎」（早川）
  2. 平山雄一訳「リヴァプールの謎」（作品）雑誌版の訳
6. (11) The Edinburgh Mystery （『ロイヤル・マガジン』1902年3月号） エジンバラの謎
  1. 松本恵子訳「エジンバラ殺人事件」（春陽）
  2. 山本俊子訳「エジンバラ事件」（早川）
  3. 平山雄一訳「エジンバラの謎」（作品）雑誌版の訳
7. (4) The Theft at the English Provident Bank (『ロイヤル・マガジン』1901年8月号)〈イギリス共済銀行〉強盗事件
  1. 大村美根子訳「英国プロヴィデント銀行窃盗事件」（光文社文庫「『クイーンの定員II』．1992年）
  2. 平山雄一訳「〈イギリス共済銀行〉強盗事件」（作品）雑誌版の訳
8. (12) The Dublin Mystery （『ロイヤル・マガジン』1902年4月号） ダブリンの謎
  1. 宇野利泰訳「ダブリン事件」（江戸川乱歩編『世界短編傑作集1』（創元推理文庫）．東京創元社．1960年）
  2. 平山雄一訳「ダブリンの謎」（作品）雑誌版の訳
9. (10) An Unparalleled Outrage （『ロイヤル・マガジン』1902年2月号に、「The Brighton Mystery 」として発表） 前代未聞の残虐事件（雑誌掲載時は「ブライドンの謎」）
  1. 山田辰夫訳「ブライトン暴行事件」（早川）
  2. 平山雄一訳「ブライドンの謎」（作品)　雑誌版の訳
10. (5) The Regent's Park Murder（『ロイヤル・マガジン』1901年9月号）〈リージェント公園〉殺人事件
  1. 松本恵子訳「公園の殺人」（春陽）
  2. 深町眞理子訳「リージェント・パークの殺人」（創元）
  3. 山田辰夫訳「リージェント・パークの殺人」（早川）
  4. 平山雄一訳「〈リージェント公園〉殺人事件」（作品）雑誌版の訳
11. (13) The De Genneville Peerage （『ロイヤル・マガジン』1902年5月号に、「The Birmingham Mystery 」として発表） 名門ド・ジェネヴィーユ家（雑誌掲載時は「バーミンガムの謎」）
  1. 上塚貞雄訳「バーミンガムの殺人」（博文）
  2. 平山雄一訳「バーミンガムの謎」（作品）　雑誌版の訳
12. (6) The Mysterious Deathin Percy Street（『ロイヤル・マガジン』1901年10月号） パーシー街の怪死
  1. 松本恵子訳「パーシー街の怪死」（春陽）
  2. 深町眞理子訳「隅の老人最後の事件」（創元）
  3. 山田辰夫訳「パーシー街の怪死」（早川）
  4. 平山雄一訳「パーシー街の怪死」（作品）雑誌版の訳

The Case of Miss Elliott, Unwin,London, 1905. ミス・エリオット事件
本作に収録された作品では婦人記者がワトスン役（作品の語り手）を務める。この本では、婦人記者の名前（ポリー）は書かれていない。
1. The Case of Miss Elliott (『ロイヤル・マガジン』1904年4月号) ミス・エリオット事件
  1. 上塚貞雄訳「エリオット嬢事件」（博文）
  2. 深町眞理子訳「ミス・エリオット事件」（創元）
  3. 平山雄一訳「ミス・エリオット事件」（作品）雑誌版の訳
2. The Hocussing of Cigarette （『ロイヤル・マガジン』1904年5月号） シガレット号事件
  1. 平山雄一訳「シガレット号事件」（作品）雑誌版の訳
3. The Tragedy of Dartmoor Terrace （『ロイヤル・マガジン』1904年6月号） ダートムア・テラスの悲劇
  1. 深町眞理子訳「ダートムア・テラスの悲劇」（創元）
  2. 山田辰夫訳「ダートムアの悲劇」（早川）
  3. 平山雄一訳「ダートムア・テラスの悲劇」（作品）雑誌版の訳
4. Who Stonle the Black Diamonds? （『ロイヤル・マガジン』1904年7月号）　誰が黒ダイヤモンドを盗んだのか？
  1. 葛見牧夫訳「黒金剛石の紛失」（「新趣味』博文館.大正12年9月号）
  2. 平山雄一訳「誰が黒ダイヤモンドを盗んだのか？」（作品）雑誌版の訳
5. The Murder of Miss Pebmarsh （『ロイヤル・マガジン』1904年8月号） ミス・ペブマーシュ殺人事件
  1. 上塚貞雄訳「老嬢事件」（博文）
  2. 深町眞理子訳「ペブマーシュ殺し」（創元）
  3. 平山雄一訳「ミス・ペブマーシュ殺人事件」（作品）雑誌版の訳
6. The Risson Grove Mystery （『ロイヤル・マガジン』1904年9月号） リッスン・グローブの謎
  1. 深町眞理子訳「リッスン・グローヴの謎」（創元）
  2. 山田辰夫訳「リッスン・グローブの謎」（早川）
  3. 平山雄一訳「リッスン・グローブの謎」（作品）雑誌版の訳
7. The Tremarn Case （『ロイヤル・マガジン』1904年10月号） トレマーン事件
  1. 上塚貞雄訳「トレーマン事件」（博文）
  2. 深町眞理子訳「トレーマン事件」（創元）
  3. 平山雄一訳「トレーマン事件」（作品）雑誌版の訳
8. The Fate of Artemis （『ロイヤル・マガジン』1904年11月号） アルテミス号の運命
  1. 深町眞理子訳「商船〈アルテミス〉号の危難」（創元）
  2. 平山雄一訳「アルテミス号の運命」（作品）雑誌版の訳
9. The Disappearance ofCount Colloni （『ロイヤル・マガジン』1904年12月号） コリーニ伯爵の失踪
  1. 上塚貞雄訳「行方不明」（博文）
  2. 深町眞理子訳「コリーニ伯爵の失踪」（創元）
  3. 平山雄一訳「コリーニ伯爵の失踪」（作品）雑誌版の訳
10. The Ayrsham Mystery（『ロイヤル・マガジン』1905年1月号）エアシャムの謎
  1. 深町眞理子訳「エアシャムの惨劇」（創元）
  2. 平山雄一訳「エアシャムの謎」（作品）雑誌版の訳
11. The Affair at The Novelty Theatre （『ロイヤル・マガジン』1905年2月号）〈ノヴェルティ劇場〉事件
  1. 上塚貞雄訳「ノヴェルティ劇場事件」（博文）
  2. 平山雄一訳「〈ノヴェルティ〉劇場事件」（作品）雑誌版の訳
12. The Tragedy of Barnsdale Manor （『ロイヤル・マガジン』1905年3月号） 〈バーンスデール〉屋敷の悲劇
  1. 深町眞理子訳「〈バーンズデール荘園〉の悲劇」（創元）
  2. 平山雄一訳「〈バーンスデール〉屋敷の悲劇」（作品）雑誌版の訳

Unravelled Knots. Hutchinson, London. 1925;Doran, New York, 1926.解かれた結び目
登場最終作。各作品とも初出年月不詳。
1. The Mystery of the Khaki Tunic カーキ色の軍服の謎
  1. 宮澤洋司訳「茶褐色のチェニックの謎」（私家版「翻訳道楽」[6]）
  2. 平山雄一訳「カーキ色の軍服の謎」（作品）
2. The Mystery of the Ingres Masterpice アングルの名画の謎
  1. 宮澤洋司訳「アングル名画の謎」（私家版「翻訳道楽」[6]）
  2. 平山雄一訳「アングル名画の謎」（作品）
3. The Mystery of the Pearl Necklace 真珠のネックレスの謎
  1. 宮澤洋司訳「真珠の首飾りの謎」（私家版「翻訳道楽」[6]）
  2. 平山雄一訳「真珠のネックレスの謎」（作品）
4. The Mystery of the Russian Prince ロシアの公爵の謎
  1. 牧逸馬訳「謎の貴族」（『新青年』大正14年1月号）
  2. 宮澤洋司訳「ロシア公爵の謎」（私家版「翻訳道楽」[6]）
  3. 平山雄一訳「ロシア公爵の謎」（作品）
5. The Mystery Tragedy in Bishop's Road ビショップス通りの謎
  1. 宮澤洋司訳「ビショップズ・ロードの怪事件」（私家版「翻訳道楽」[6]）
  2. 平山雄一訳「ビショップス通りの謎」（作品）
6. The Mystery of the Dog's Tooth Cliff 犬歯崖の謎
  1. 平山雄一訳「犬歯崖の謎」（作品）
7. The Tytherton Case タイサートン事件
  1. 中村能三訳「隅の老人」（『小説推理』1973年5月号）
  2. 平山雄一訳「タイサートン事件」（作品）
8. The Mystery of Brudenell Court 〈ブルードネル・コート〉の謎
  1. 平山雄一訳「〈ブルードル・コート〉の謎」（作品）
9. The Mystery of the White Carnation 白いカーネーションの謎
  1. 田中早苗訳「白いカーネーションの秘密」（『新青年』大正15年8月号）
  2. 田中早苗訳「白いカーネーションの秘密」（『探偵傑作叢書五十　探偵名玉集』博文館.1927年）
  3. 平山雄一訳「白いカーネーションの秘密」（作品）
10. The Mystery of the Montmartre Hat モンマルトル風の帽子の謎
  1. 田中早苗訳「仏蘭西帽の秘密」（『新青年』昭和14年秋季増刊号）
  2. 平山雄一訳「モンマルトル風の帽子の謎」（作品）
11. The Miser of Maida Vale メイダ・ヴェールの守銭奴
  1. 田中早苗訳「メーダ・ヴェールの吝嗇家」（『新青年』大正15年8月号）
  2. 平山雄一訳「メイダ・ヴェールの守銭奴」（作品）
12. The Fulton Gardens Mystery フルトン・ガーデンズの謎
  1. 平山雄一訳「フルトン・ガーデンズの謎」（作品）
13. A Moorland Tragedy 荒地の悲劇
  1. 田中早苗訳「原頭の悲劇」（『新青年』大正15年夏期増刊号）
  2. 平山雄一訳「荒地（）の悲劇」（作品）

#### 単行本未収録の短編
- The Glasgow Mystery グラスゴーの謎（『ロイヤル・マガジン』1901年11月号）
  - 作者自伝によれば、スコットランドを舞台にしているが、スコットランドには検死審問の制度がないにもかかわらず作者がその事を知らずに作品にしたために、『ロイヤル・マガジン』編集部あて多数の投書が来たという。その事が原因となってこの作品を単行本に掲載しなかったと思われる[7]。
    1. 平山雄一訳「グラスゴーの謎」（作品）

### 良く引用される日本語訳書

#### 選集
- 山田辰夫・山本俊子訳『隅の老人』（ハヤカワ・ミステリ文庫）早川書房、1976年．　〈版元品切=実質的に絶版〉（早川）

1. フェンチャーチ街の謎（山本俊子訳） The Fenchurch Street Mystery
2. ヨーク事件（山本俊子訳） The York Mystery
3. リヴァプールの謎（山本俊子訳） The Liverrpool Mystery
4. エジンバラ事件（山本俊子訳） The Edinburgh Mystery
5. 地下鉄の殺人（山本俊子訳）The Mysterious Death on the Undergraound Railway
6. リッスン・グローブの謎（山田辰夫訳） The Risson Grove Mystery
7. ダートムアの悲劇（山田辰夫訳） The Tragedy of Dartmoor Terrace
8. ブライトン暴行事件（山田辰夫訳） An Unparalleled Outrage
9. リージェン・パークの殺人（山田辰夫訳）　The Regent's Park Murder
10. パーシー街の怪死（山田辰夫訳）　The Mysterious Death in Percy Street

- 深町眞理子訳『隅の老人の事件簿』（創元推理文庫）東京創元社、1977年）。ISBN 978-4488177010 　（創元）

1. フェンチャーチ街の謎 The Fenchurch Street Mystery
2. 地下鉄の怪事件 The Mysterious Death on the Underground Railway
3. ミス・エリオット事件　The Case of Miss Elliott
4. ダートムア・テラスの悲劇　The Tragedy in Dartmoor Terrace
5. ペブマーシュ殺し　The Murder of Miss Pebmarsh
6. リッスン・グローブの謎　The Lisson Grove Mystery
7. トレマーン事件　The Tremarn Case
8. 商船〈アルテミス〉号の危機　The Fate of the "Artemis"
9. コリーニ伯爵の失踪　The Disappearance of Count Collini
10. エアシャムの惨劇　The Aysham Mystery
11. 《バーンズデール荘園》の悲劇　The Tragedy of Barnsdale Manor
12. リージェント・パークの殺人　The Regent's Park Murder
13. 隅の老人最後の事件　The Mysterious Death in Percy Street

#### 全集
- 平山雄一訳『隅の老人 【完全版】』作品社、2014年.解説も平山雄一 ISBN 978-4-86182-469-2　　（作品）
  - シリーズ全38編を収載した全集。第1短編集と第2短編集に収められた作品は、単行本版によらず初出の雑誌より訳出してあり、巻末の解説で作品ごとに雑誌版と単行本版との主な差異についてふれている。なお、第3刷で2ページほどの解説の補遺的文章が追加されている[注釈 2]。本邦初訳4編、戦後初改訳7編。初出誌の挿絵90点収録。（帯の惹句より）

※本節における凡例
●本邦初訳
▲戦後初新訳
1. 『隅の老人』
  1. フェンチャーチ街駅の謎
  2. フィルモア・テラスの盗難
  3. 地下鉄怪死事件
  4. 〈イギリス共済銀行〉強盗事件
  5. 〈リージェント公園〉殺人事件
  6. パーシー街の怪死
    - 〈E・オルツィ女男爵〉　※作者紹介の記事の翻訳

  7. グラスゴーの謎　●
  8. ヨークの謎
  9. リヴァプールの謎
  10. ブラトンの謎
  11. エジンバラの謎
  12. ダブリンの謎
  13. バーミンガムの謎　▲
2. 『ミス・エリオット事件』
  1. ミス・エリオット事件
  2. シガレット号事件　●
  3. ダートムムア・テラスの悲劇
  4. 誰が黒ダイヤモンドを盗んだのか？　▲
  5. ミス・ペプマーシュ殺人事件
  6. リットン・グローブの謎
  7. トレマーン事件
  8. アルテミス号の運命
  9. コリーニ伯爵の失踪
  10. エアシャムの謎
  11. 〈ノヴェルティ劇場〉事件　▲
  12. 〈バーンスデール〉屋敷の悲劇
3. 『解かれた結び目』
  1. カーキ色軍服の謎
  2. アングルの名画の謎
  3. 真珠のネックレスの謎
  4. ロシア公爵の謎
  5. ビショップス通りの謎
  6. 犬歯崖の謎　●
  7. タイサートン事件
  8. 〈ブルードネル・コート〉の謎
  9. 白いカーネーションの謎　▲
  10. モンマルトル風の帽子の謎　▲
  11. メイダ・ヴェールの守銭奴　▲
  12. フルトン・ガーデンズの謎　●
  13. 荒地の悲劇　▲